# 墨水心
《墨水心》（Inkheart）是德國作家柯奈莉亞·馮克創作的奇幻小說系列《墨水世界三部曲》的第一部作品，出版於2003年。故事圍繞在一個少女美琪和她的父親莫，因為能夠把書中的人事物經由朗讀而使之成真的天賦而被迫展開的冒險上。
本書在2009年時被改編為同名電影。

## 劇情大綱
美琪·弗夏特（Meggie Folchart）和父親莫提瑪·弗夏特（Mortimer Folchart）一起相依為命，有一天一位帶著一隻頭上有角的貂名為髒手指的男人來找莫提瑪，並警告他一位名叫山羊的男人即將來找他的消息。第二天莫提瑪以幫人維護書籍為由，帶著美琪以及髒手指拜訪了美琪母親的姑媽愛麗諾·羅倫當。愛麗諾·羅倫當在美琪的母親嫁給莫後就獨自居住，她是一個熱愛書籍的收藏家。莫同時也帶了一本書－《墨水心》托由愛麗諾保管。
一日髒手指說服愛麗諾將房子的警報系統關閉，以便美琪離開大屋。當晚莫提瑪卻被山羊的手下巴斯塔和幾名嘍囉綁架到山羊的根據地，同時也帶走那本《墨水心》。然而美琪很快就發現山羊手下帶走的《墨水心》其實早就被愛麗諾調包了，為了拯救父親，美琪和髒手指以及愛麗諾前往山羊的根據地，打算用《墨水心》換人。
到了山羊根據地，山羊卻告知她們一個真相，其實山羊、巴斯塔以及髒手指都是由莫提瑪從《墨水心》中『唸』出來的人物。由於交換的規則，美琪的生母和兩隻貓則被送入書中。而且髒手指早就出賣了她們，以換取回到書中的機會。接著山羊將美琪等人帶來的《墨水心》連同其它他的同夥們或搶奪或偷竊收集而來的所有發行在世的《墨水心》一起燒掉了。山羊這十年間在現實世界如魚得水，建立了一個黑幫，並網羅了許多新的手下，此外他們更找到另外一位擁有和莫相同能力的人－大流士，大流士被迫為山羊從書中念出各種事物，包括山羊在書中的幾名手下，但是因為大流士的口吃，所以念出來的人物都有一點缺陷，所以山羊才需要莫。在山羊的逼迫下，莫從《金銀島》中念出其中提及的寶藏，但在他唸到《一千零一夜》時，卻不經意的把一名為四十大盜的跑腿的少年－法立德給喚到現實世界。
當晚髒手指背叛了山羊，偷偷把美琪、莫、愛麗諾以及那名少年一起從山羊的根據地救出。為了救回美琪的母親，以及幫髒手指找到回家的路，他們打算去找《墨水心》的作者－費諾格里歐。而愛麗諾則回到她的大宅。
當愛麗諾回去時卻發現她家的書籍全被山羊的手下燒掉了，這引起愛麗諾的怒火。另一方面去找費諾格里歐的美琪等人，卻發現費諾格里歐自己擁有的版本也被山羊等人偷走了，同時美琪也得知髒手指在書中的下場竟是死亡。而當莫因事離開時，美琪和費諾格里歐卻被巴斯塔找到並抓回山羊的根據地，髒手指和法立德立刻趕去救人，而莫和怒火中燒的愛麗諾也在之後前往山羊的根據地。
髒手指獨自進入根據地後偷偷去找了一名山羊的女僕，她是大流士這些年來被迫唸出的人物之一，由於大流士的能力缺陷，她的聲音被留在《墨水心》中。因為髒手指曾經救過為了逃跑而被蛇咬到的她，所以二人成了好友，髒手指也從她那邊學到識字。髒手指原本打算由她當內應，但是很快就被山羊的女僕長－摩托娜發現了。
被關起來的美琪意外發現她也有閱讀成真的能力，不幸得是很快就被山羊知道了，山羊打算利用她朗讀他保留的最後一本《墨水心》，以召喚他在墨水世界中的手下－怪物影子，另一方面莫和愛麗諾以及被髒手指留在藏身處的法立德會合，但愛麗諾被抓回山羊的根據地，愛麗諾剛好與女僕關在一起，卻發現她就是她的姪女也就是美琪的母親－蕾莎。最後靠著費諾格里歐寫下的新章節，美琪與莫成功的使影子倒戈攻擊山羊及其手下，只有巴斯塔和摩托娜倖存，而費諾格里歐被換到書中，美琪一家重聚。

## 主要人物
美琪·弗夏特（Meggie Folchart）
本書主角，在墨水心中登場時12歲。以暱稱『莫』來稱呼自己的父親。自小和母親分離，與父親相依為命。受到愛好書籍的莫影響，也非常喜歡閱讀。
莫提瑪·弗夏特（Mortimer Folchart）
本書主角，書籍裝幀師，擁有把書中的事物經由朗讀而將之帶到現實世界來的天賦，也因此失去愛妻。
髒手指（Dustfinger）
被莫從《墨水心》中念出來的人物，是個傑出的吞火表演者。非常渴望能回到墨水世界。
山羊（Capricorn）
被莫從《墨水心》中念出來的人物，在墨水世界中是個無惡不作的黑幫首領，喜歡殘酷的事物以及火焰，而且十分自大。
巴斯塔（Basta）
被莫從《墨水心》中念出來的人物，山羊的心腹，善於用刀，但怕火。十分迷信，隨身攜帶各種護身符。
愛麗諾·羅倫當（Elinor Loredan）
美琪的姑婆，熱愛書籍但個性孤僻，一人獨居，直到被捲入事件中。
法立德（Farid）
被莫從《一千零一夜》中念出來的人物，原本只是四十大盜的跑腿少年，在書中只是連名字都沒有的龍套角色。後來成為髒手指的噴火表演學徒。
大流士（Darius）
一個緊張又瘦小的男人，帶著眼鏡。他本為教師，但因擁有與莫相同的能力，而被巴斯塔抓走，被迫為山羊朗讀。只是因為朗讀時結巴而致使唸出來的人事物都有缺陷。在結尾時跟愛麗諾住在一起，幫忙打理她圖書館裡的書籍。
費諾格里歐（Fenoglio）
《墨水心》的作者，有三個外孫。
摩托娜（Mortola）
綽號「喜鵲」，山羊部下的女僕長，但實為山羊的母親，有一張禿鷹般的臉。被大流士唸出來後聲稱對方把自己變老了。
葛文（Gwin）
在髒手指背包裡的有角寵物貂。

## 續集
本書續集《墨水血》出版於2005年10月1日。三部曲的第三本書《墨水死》出版於2007年9月28日。

## 電影
由伊恩·索夫雷（Iain Softley）所執導，布蘭登·費雪、伊麗莎·班內特、保羅·彼特尼和海倫·米蘭等人主演。 電影原先排定在2008年3月19日上映，而後延至12月12日於英國首映，隔年1月23日全球同步上映。

## 外部連結
- 中文出版社官方網站 （页面存档备份，存于）
- 墨水世界官網 （页面存档备份，存于）（英文）
- 墨水心維基 （页面存档备份，存于）（英文）